# (6507) 1982 QD
(6507) 1982 QD es un asteroide perteneciente al cinturón de asteroides, descubierto el 18 de agosto de 1982 por Zdeňka Vávrová desde el Observatorio Kleť, České Budějovice, República Checa.

## Designación y nombre
Designado provisionalmente como 1982 QD.

## Características orbitales
1982 QD está situado a una distancia media del Sol de 2,219 ua, pudiendo alejarse hasta 2,744 ua y acercarse hasta 1,693 ua. Su excentricidad es 0,237 y la inclinación orbital 4,123 grados. Emplea 1206,96 días en completar una órbita alrededor del Sol.

## Características físicas
La magnitud absoluta de 1982 QD es 14,38. Tiene 3,413 km de diámetro y su albedo se estima en 0,381.